# Galinsoga crozierae
Galinsoga crozierae là một loài thực vật có hoa trong họ Cúc. Loài này được Panero mô tả khoa học đầu tiên năm 2003.